# Sean Davis (giocatore di football americano)
Sean Davis (Washington, 23 ottobre 1993) è un giocatore di football americano statunitense che milita nel ruolo di safety per gli Houston Roughnecks della X Football League (XFL).

## Carriera

### Pittsburgh Steelers
Al college, Green giocò a football con i Maryland Terrapins dal 2012 al 2015, terminando con 319 tackle e 5 intercetti. Fu scelto nel corso del secondo giro (58º assoluto) nel Draft NFL 2016 dai Pittsburgh Steelers. Debuttò come professionista partendo come titolare nella gara del primo turno contro i Washington Redskins mettendo a segno 4 tackle. Nel tredicesimo turno fece registrare il primo intercetto in carriera ai danni di Eli Manning dei New York Giants.